# Teddy Mayer
Teddy Mayer, właśc. Edward Everett Mayer (ur. 8 września 1935 w Scranton, zm. 30 stycznia 2009) – amerykański menedżer wyścigowy, współzałożyciel zespołu Formuły 1 McLaren.

## Życiorys
Karierę w sporcie motorowym rozpoczął w 1962, gdy wraz z bratem Timmym oraz przyjacielem z uniwersytetu Peterem Revsonem założył zespół startujący w kategorii Formuły Junior. W 1963 przeniósł się do Europy.
W 1964 Timmy Mayer zginął podczas wyścigu serii Tasman, jednak Teddy nie wycofał się z branży. W tym samym roku nawiązał współpracę z Bruce'em McLarenem i odegrał jedną z głównych ról w powstaniu projektu wyścigowego Formuły 1 Nowozelandczyka. Po tragicznej śmierci McLarena w 1970 przejął kierownictwo nad zespołem, które sprawował przez 12 lat. W tym czasie ekipa McLarena dwukrotnie zdobyła tytuł mistrza świata (Emerson Fittipaldi w 1974 oraz James Hunt w 1976).
Po naciskach głównego sponsora zespołu, koncernu Marlboro, zaczął dzielić się władzą, by w 1982 całkowicie przekazać kierownictwo Ronowi Dennisowi.
W latach 1984–1986 pracował przy zespole F1 Carla Haasa. Potem wrócił do Stanów Zjednoczonych, gdzie wspomagał ekipę Rogera Penske startującą w serii IndyCar.
Mieszkał w Wielkiej Brytanii, gdzie zmarł w wieku 73 lat.